# Paul Horst-Schulze

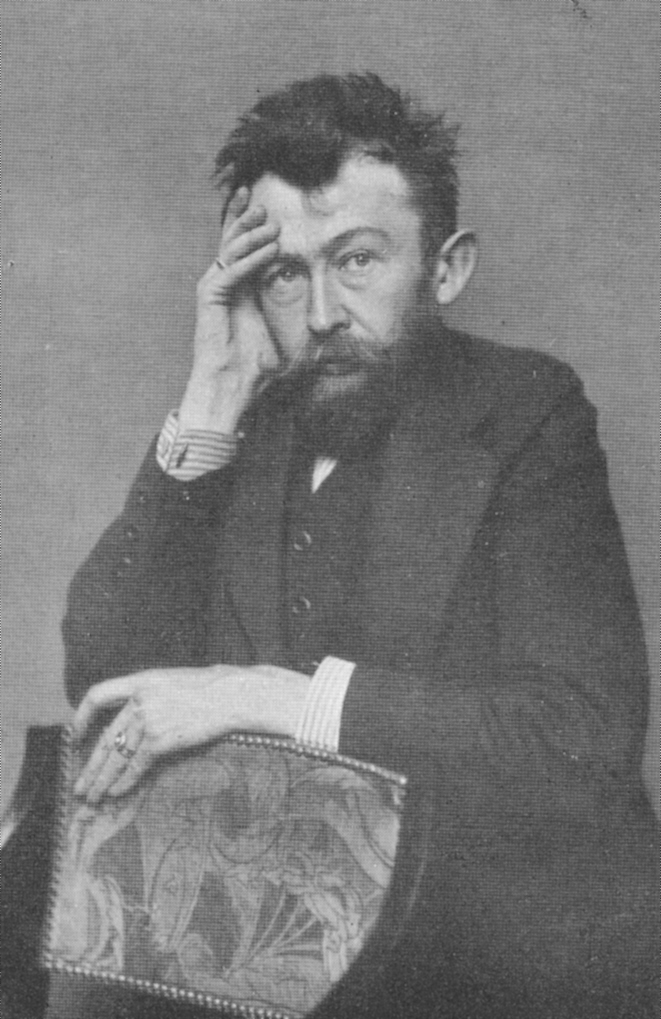
Paul Horst-Schulze

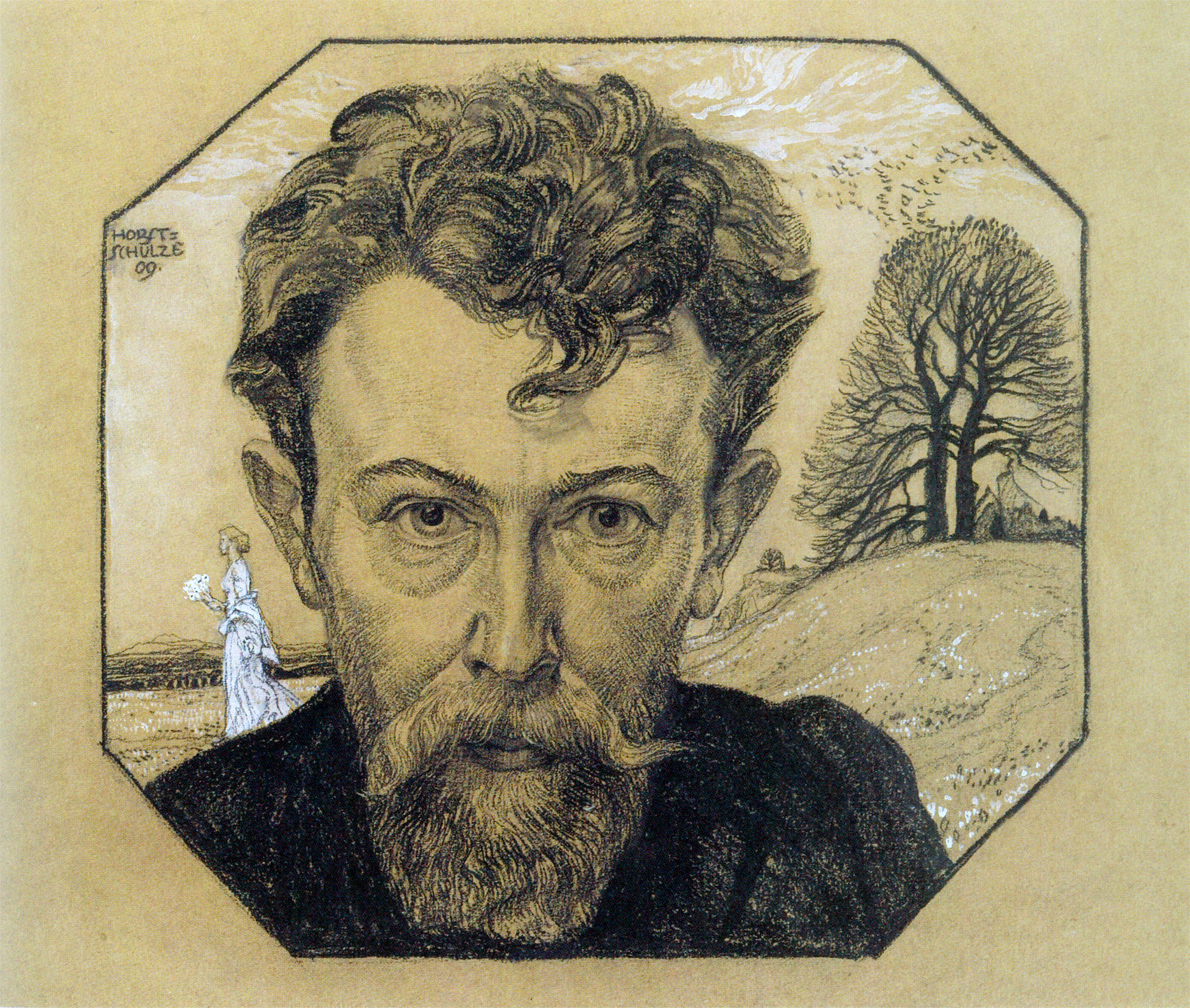
Paul Horst-Schulze, Selbstbildnis (1909), links seine Ehefrau Wera, rechts der Baum, von dem er stürzte

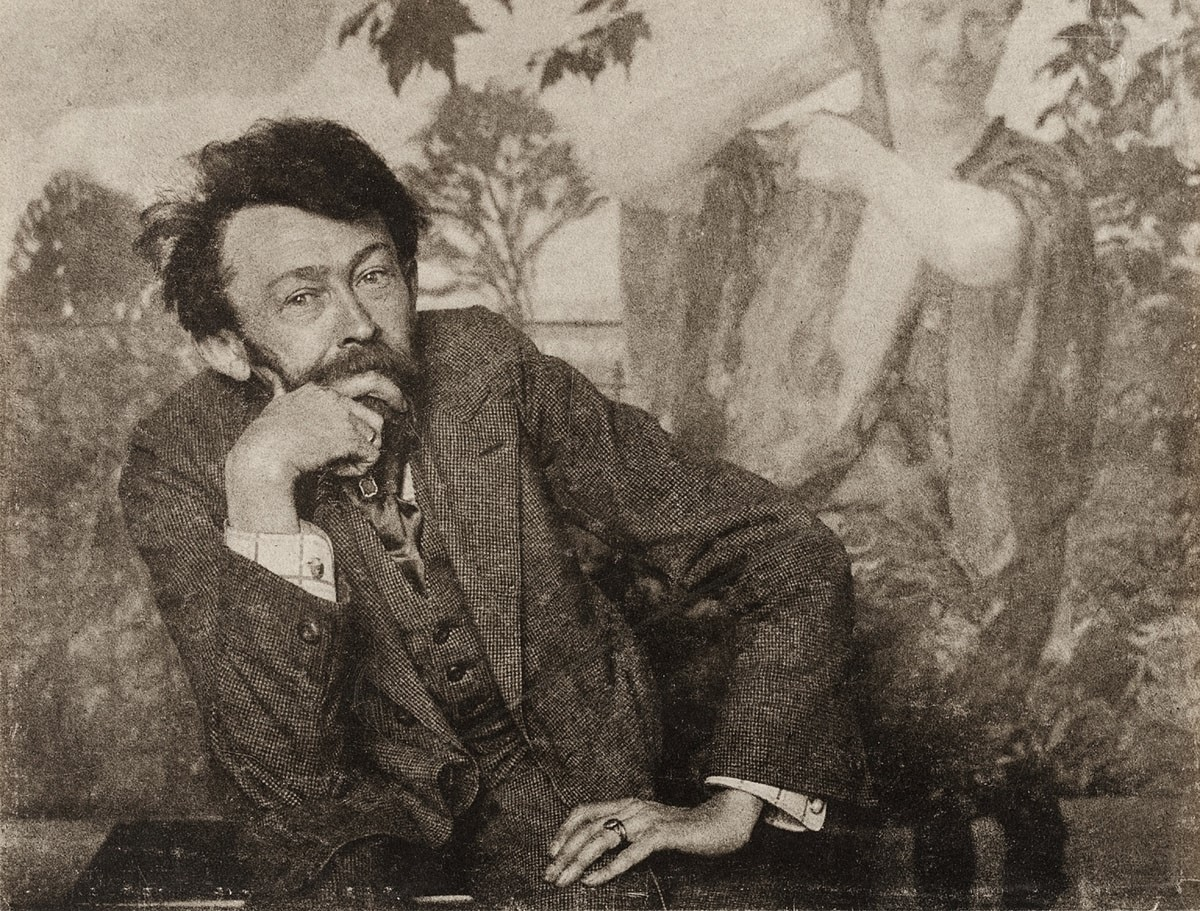
Paul Horst-Schulze (1915). Foto: Hugo Erfurth

Paul Horst-Schulze (* 5. Oktober 1876 in Naunhof; † 27. Dezember 1937 in Leipzig) war ein deutscher Maler, Grafiker und Kunstgewerbler. Sein Künstlername Horst-Schulze entstand durch die Verbindung seines zweiten Vornamens mit dem ursprünglichen Familiennamen.

## Leben
Paul Horst-Schulze war ein Sohn des Naunhofer Pastors Moritz Hermann Schulze (1828–1909). Mit sieben Jahren zog er sich beim Sturz von einem Baum eine schwere Rückenverletzung zu. Da er den Unfall aus Angst vor dem Vater verheimlichte, verformte sich ohne ärztliche Behandlung sein Rücken so, dass er zeitlebens einen Buckel hatte. Das war zu dieser Zeit ein Grund, die vom Vater angestrebte Ausbildung zum Pfarrer nicht anzutreten. Stattdessen studierte er ab 1891 an der Akademie der bildenden Künste Leipzig und ab 1894 an der Akademie der Bildenden Künste München sowie ein Jahr an der Kunstakademie Düsseldorf. Als er Anfang des 20. Jahrhunderts nach Leipzig zurückkehrte, galt er als einer der talentiertesten jungen Leipziger Künstler.
Nach Entwürfen von Wohnungseinrichtungen und Mustern für Stoffe war sein erster größerer Auftrag die Ausgestaltung der Gnadenkirche in Leipzig-Wahren. Für die von 1901 bis 1904 nach Plänen des Architekten Raymund Brachmann (1872–1953) für den Kaufmann Max Haunstein erbaute Villa in der Liviastraße 8 im Waldstraßenviertel schuf er die Innengestaltung einer der schönsten Jugendstilvillen Leipzigs.
Er entwarf viele Illustrationen sowie Buchschmuck zu Kinder- und Jugendschriften, vor allem für den Verlag von Eugen Diederichs (1867–1930). Erste Gemälde von ihm wurden auf der sächsischen Kunstausstellung 1903 in Dresden und 1904 im Haus der Berliner Secession sowie 1909 in der Kollektivausstellung des Leipziger Künstlervereins gezeigt.
1904 erhielt Paul Horst-Schulze ein Lehramt an der nunmehrigen Königlichen Akademie für graphische Künste und Buchgewerbe in Leipzig, das 1911 in eine Professur für figürliches Malen umgewandelt wurde. Diese Anstellung ermöglichte ihm, eine Familie zu gründen, und er heiratete 1907 Wera Wagner. Das Paar zog in das neu erbaute und im Zweiten Weltkrieg zerstörte Märchenhaus am heutigen Nikischplatz. Beide waren befreundet mit dem Maler und Bildhauer Max Klinger (1857–1920). Zu Horst-Schulzes Schülern gehörte Johannes Weidenbörner.
1907 gehörte Horst-Schulze zu den ersten Mitgliedern des Deutschen Werkbundes und gründete zusammen mit Raymund Brachmann die sächsische Sektion des Bundes. Zudem war er Mitglied des Deutschen Künstlerbundes, des Leipziger Künstlerbundes und des Vereins Leipziger Jahresausstellungen.

## Werke (Auswahl)
- 1901: Ausgestaltung der Gnadenkirche in Leipzig-Wahren
- 1901–1904: Ausstattung der Villa Haunstein, u. a. Wandbild Die Heimkehr aus dem Sagenkreis um König Rother
- 1908: Porträt des Leipziger Oberbürgermeisters Otto Georgi (1831–1918)
- 1909: Sonnenstudie Wera in Grün, Öl auf Leinwand
- 1909: Wandbild in Auerbachs Keller
- 1909: Entwurf der farbigen Bleiglasfenster für die Treppenhäuser in Specks Hof in Leipzig
- 1913: Sommertag in der Provence, Öl auf Leinwand
- 1918: Schiller, Strichätzung 1918
- 1920: Mutter und Kind, Öl auf Holz
- 1920: Arbeiter, Pinsel- und Federzeichnung in schwarzer Tusche
- 1920: Max Klinger auf dem Totenbett, Lithographie
- 1921: Blick auf das Saaletal von Max Klingers Besitzungen aus, Öl auf Holz
- 1924/25: Wandgemälde Die Verherrlichung der Fröbelschen Menschenerziehung in der ehemaligen Hochschule für Frauen zu Leipzig in der Goldschmidtstraße. Zuvor Vorstudie als Gouache. Wandbild übermalt, soll wieder freigelegt werden.[2]
- 1930: Sommerblumenstrauß in einer Vase, Öl auf Holz

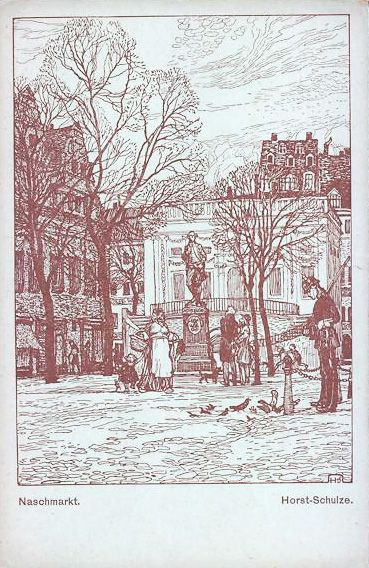
Postkarte: Naschmarkt
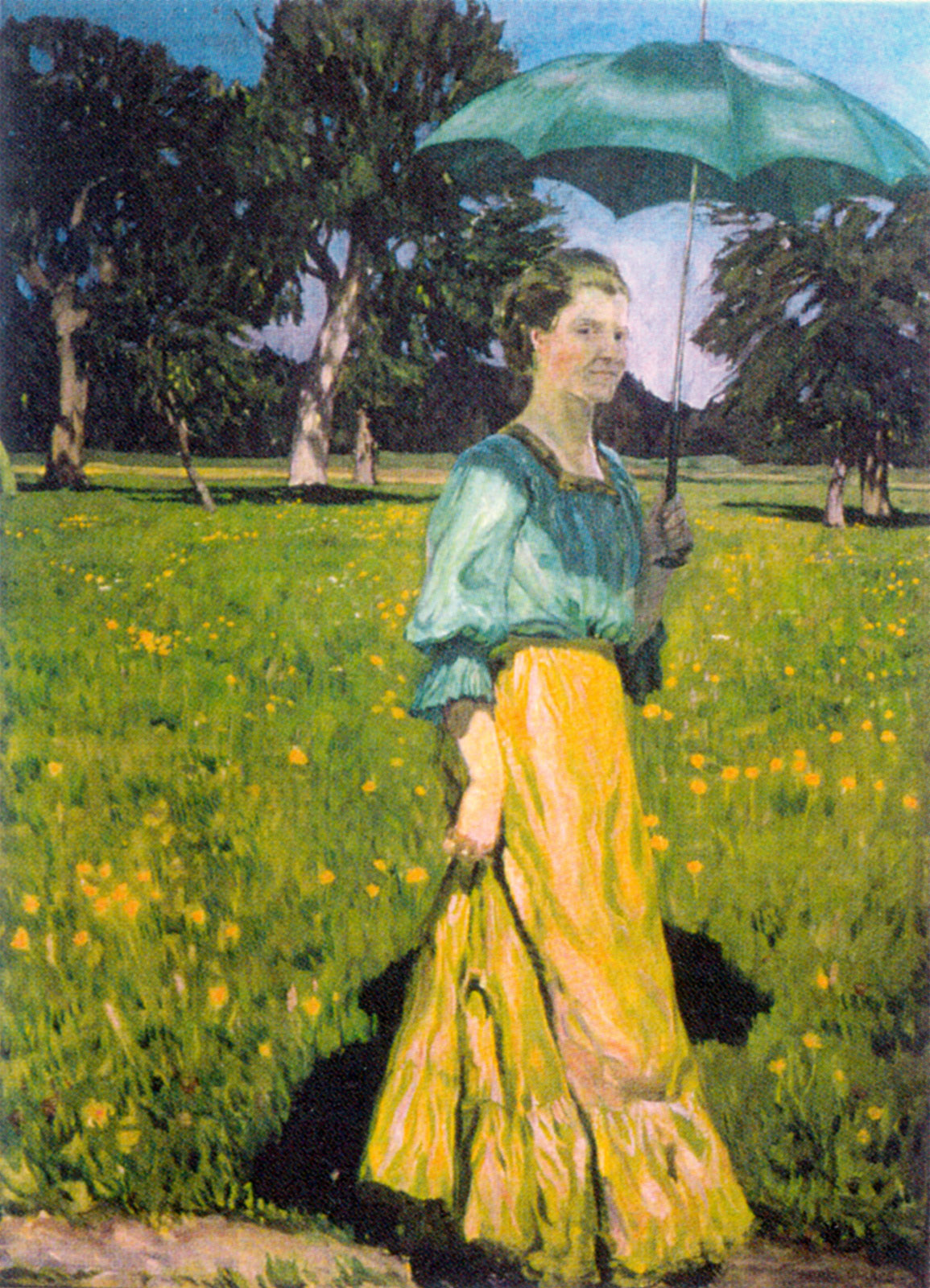
Wera in Grün
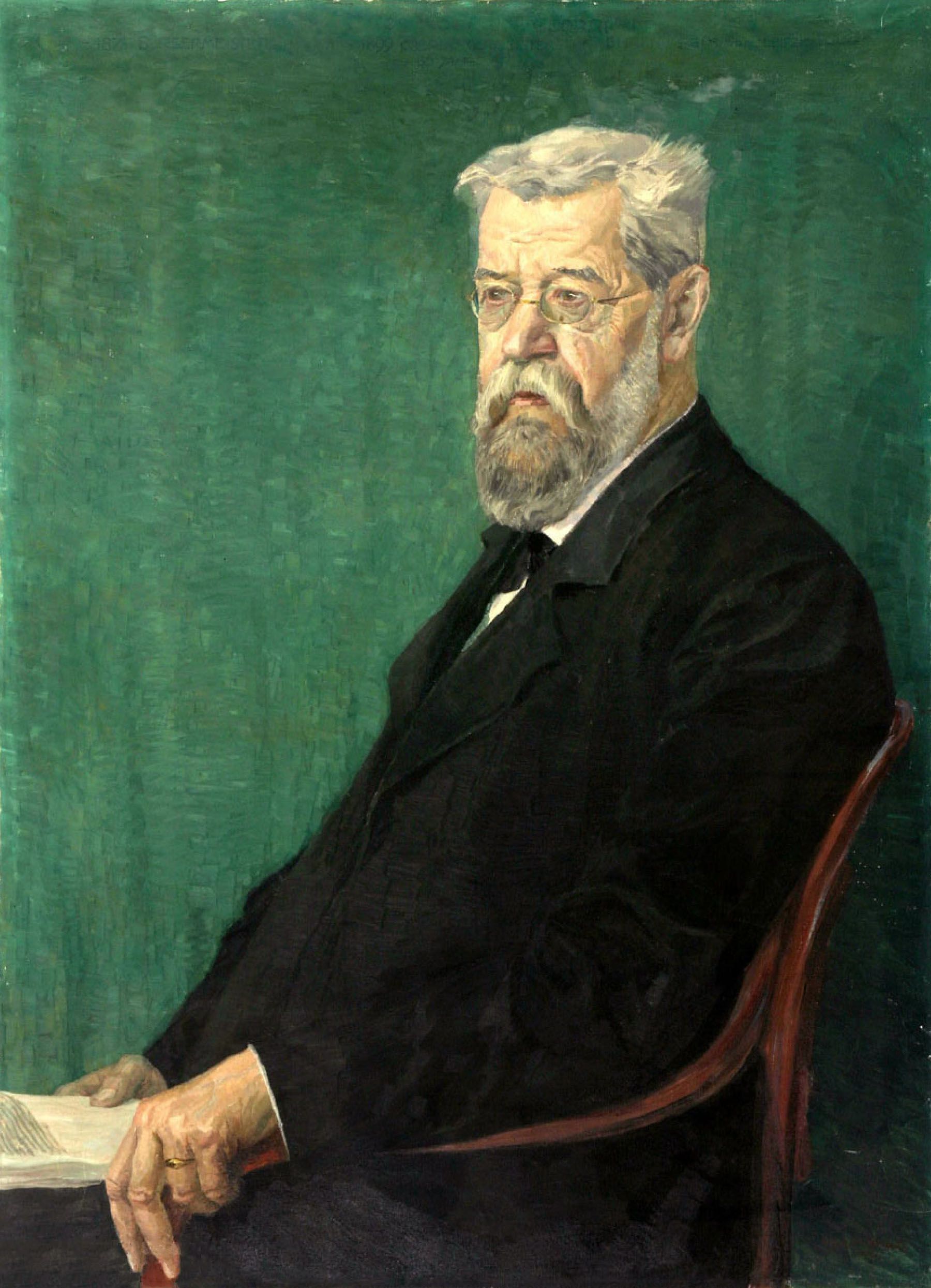
Oberbürgermeister Georgi
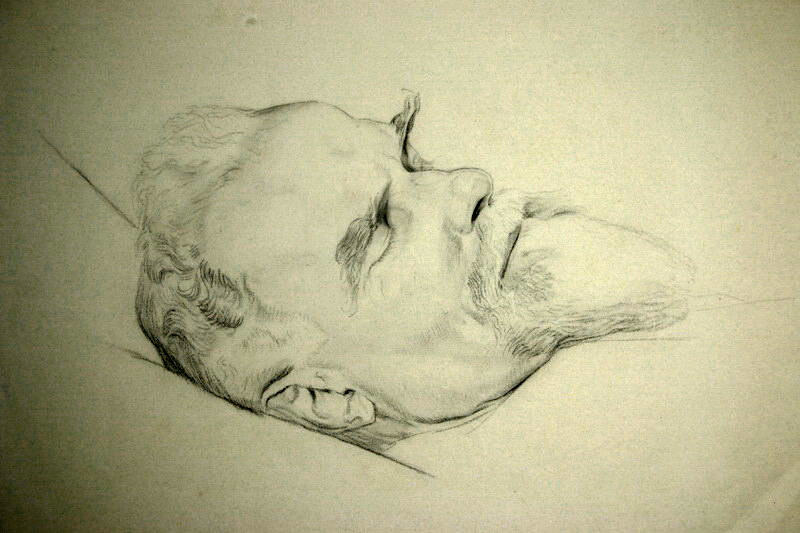
Klinger auf dem Totenbett
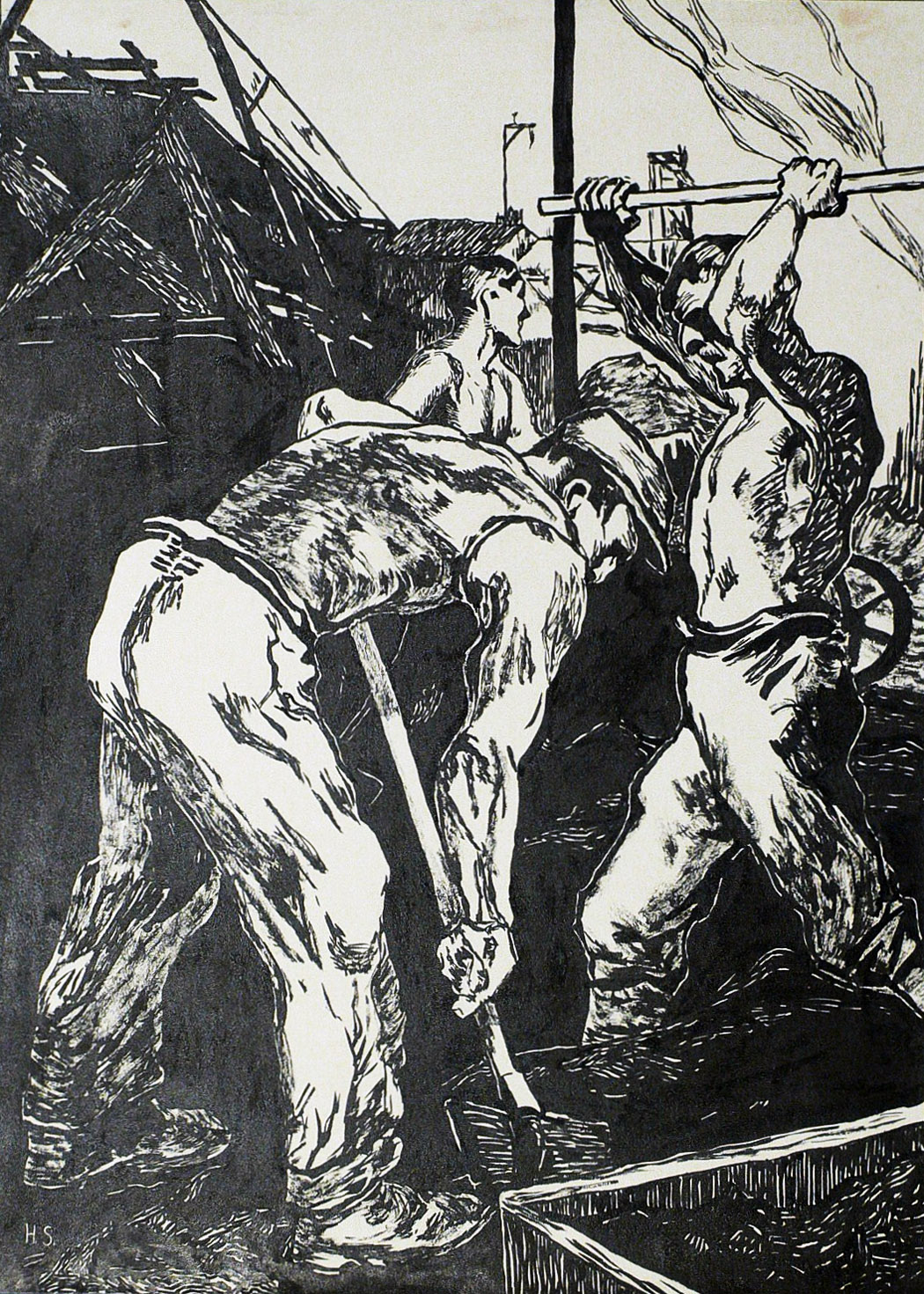
Arbeiter
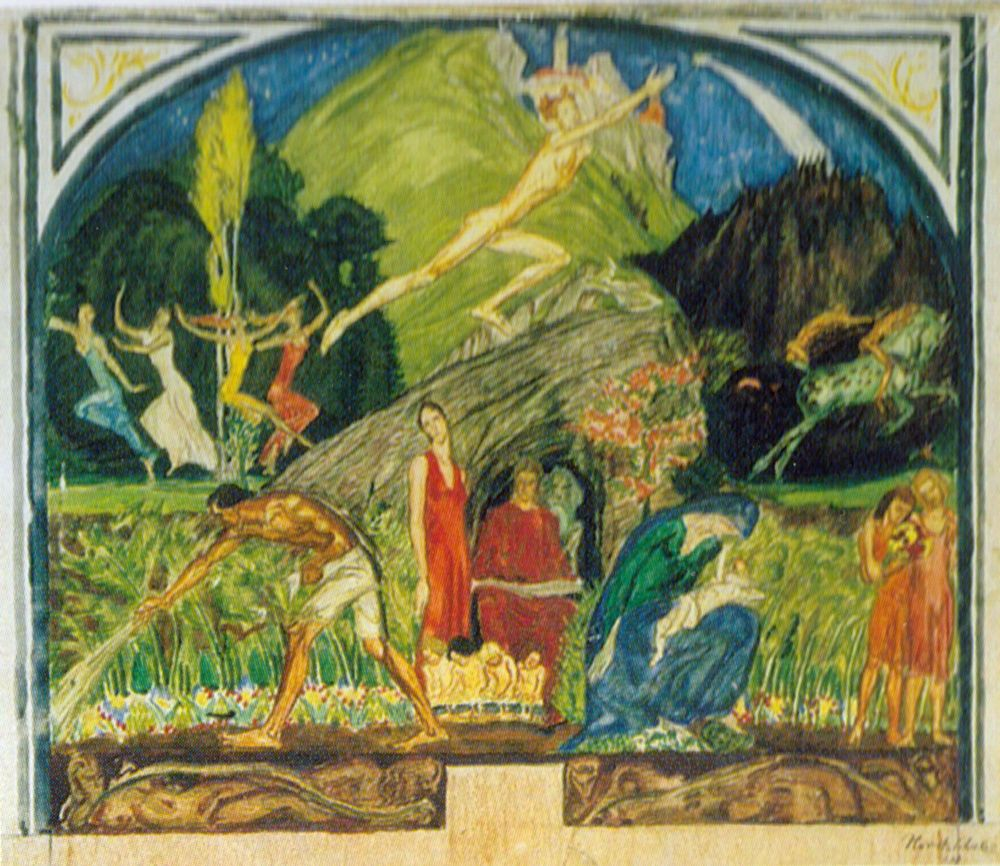
Entwurf für das Wandbild Goldschmidtstraße